# ソナ・タウマロロ
ソナ・タウマロロ（Sona Taumalolo、1981年11月13日 - ）は、トンガの元ラグビーユニオン選手。

## プロフィール
- トンガ・ハアカメ出身[1]。
- 現役時代のポジションはプロップ(PR)。
- 身長 185cm、体重 112kg
- 甥のベン・タメイフナもラグビー選手[2](トンガ代表)。
- トンガ代表通算キャップ数は21でワールドカップ2011・2015のトンガ代表に選ばれた[3]。

## 略歴
ホークスベイ、チーフス、USAペルピニャン、ラシン・メトロ92、FCグルノーブル、プロヴァンスを経て、2020年、ホークスベイに復帰。
2021年、現役を引退した。